# Dirección General de Investigación, Desarrollo e Innovación
La Dirección General de Investigación, Desarrollo e Innovación (DGIDI), originalmente llamada Dirección General de Política de Investigación, Desarrollo e Innovación, fue el órgano directivo del Gobierno de España que entre 2015 y 2020 asumió funciones relativas a la gestión y ejecución de la política del Gobierno en materia de I+D+i.
En su primera etapa estuvo adscrita a la Secretaría de Estado de Investigación, Desarrollo e Innovación del Ministerio de Economía, Industria y Competitividad y en la segunda a la Secretaría de Estado de Universidades, Investigación, Desarrollo e Innovación del Ministerio de Ciencia, Innovación y Universidades.
En su momento fue uno de los órganos más relevantes del Departamento de Ciencia, Innovación y Universidades en lo que a financiación se refiere, pues controlaba el 62% del presupuesto de la Secretaría de Estado, lo que se traducía en aproximadamente el 39,5% del presupuesto del Ministerio.
Es sucesora de la Dirección General de Investigación Científica y Técnica (DGICT) y la Dirección General de Innovación y Competitividad (DGIC), ambas suprimidas en 2015 con motivo de la creación de la Agencia Estatal de Investigación que asumió gran cantidad de competencias en dichos ámbitos. Se suprimió en enero de 2020, pasando sus funciones a la Secretaría General de Innovación y a la Dirección General de Planificación de la Investigación.

## Estructura
De la Dirección General dependieron las siguientes subdirecciones generales:
- La Subdirección General de Coordinación, Planificación y Seguimiento, entre 2015 y 2017.
- La Subdirección General de Relaciones Internacionales, entre 2015 y 2017.
- La Subdirección General de Planificación y Seguimiento, entre 2017 y 2018.
- La Subdirección General de Coordinación y Relaciones Institucionales y con Europa, entre 2017 y 2018.
- La Subdirección General de Fomento de la Innovación, entre 2018 y 2020.
- La Subdirección General de Planificación, Seguimiento y Evaluación, entre 2018 y 2020.

## Directores generales
1. María Luisa Castaño Marín (2016)[5]
2. Clara Eugenia García García (2016-2018)[6]
3. Teresa Riesgo Alcaide (2018-2020)[7]

## Presupuesto
La Dirección General de Investigación, Desarrollo e Innovación tuvo un presupuesto asignado de 2 723 975 590 € para el año 2019. De acuerdo con los Presupuestos Generales del Estado de 2018, prorrogados para 2019, la DGIDI participaba en dos programas:
| N.º Programa                                 | Programa                                                        | Dotación        | Ref.  |
| -------------------------------------------- | --------------------------------------------------------------- | --------------- | ----- |
| 463B                                         | Fomento y coordinación de la investigación científica y técnica | 1 664 501 230 € | [ 8 ] |
| 467C                                         | Investigación y desarrollo tecnológico-industrial               | 1 063 474 360 € | [ 9 ] |
| Total presupuesto de la Secretaría de Estado | Total presupuesto de la Secretaría de Estado                    | 2 723 975 590 € |       |